# Технологічні процеси переробки вугілля
Технологічні процеси переробки вугілля

## Збагачення вугілля
Процеси збагачення полягають у розділенні гірничої маси на основі відмінностей у властивостях її складових (густини, змочуваності, крупності, твердості тощо).
Послідовні прийоми механічної обробки гірничої маси, здійснювані з метою зміни її якості або розділення на продукти різної якості, називають технологічними операціями .
Продукт, що надходить в операцію, зветься вихідним або живленням операції. У процесі переробки гірничої маси одержують наступні продукти: концентрат — продукт із найбільшим вмістом горючої маси і найменшим — породних компонентів; промпродукт — проміжний продукт, що за вмістом горючої маси не є кондиційним концентратом чи відвальними відходами і потребує подальшої переробки; промпродукт — це суміш зростків вугільних і породних компонентів та суміші їхніх розкритих зерен (мікст); відходи — продукт із найбільшим вмістом породних мінералів і найменшим — органічної маси.
За технологічним призначенням процеси переробки вугілля на збагачувальних фабриках поділяються на:
- підготовчі процеси, призначені для розкриття компонентів гірничої маси, розділення її на машинні класи, попереднього знешламлення тощо. До підготовчих операцій у схемах переробки вугілля належать операції дроблення і грохочення.
  - Дроблення — процес руйнування грудок під дією зовнішніх сил для отримання продукту заданої крупності. Дроблення застосовується для підготовки вугілля перед збагаченням (розкриття зростків, зниження крупності), а також при приготуванні шихти для коксування і брикетування.
  - Грохочення — процес механічного розділення вугілля за крупніс-тю на просіюючих поверхнях. На вуглезбагачувальних фабриках за-стосовують грохочення: попереднє (відділення крупних грудок для наступного дроблення), підготовче (розділення вугілля на машинні класи), остаточне (розділення концентрату на товарні сорти) та зневоднююче (відділення основної маси води з продуктів збагачення, відділення суспензії, знешламлення);
- основні або збагачувальні процеси, призначені для власне розділення вихідного продукту на концентрат, відходи та промпродукт, для чого використовуються відмінності в фізичних і фізико-хімічних властивостях частинок вугілля і породи.
  - Гравітаційні процеси збагачення вугілля на сьогодні одержали найбільше розповсюдження. Вони основані на використанні різниці в густині, крупності й формі вугільних і породних частинок, і отже різної швидкості їхнього руху в середовищі (воді, повітрі, суспензії). На вуглезбагачувальних фабриках застосовують такі гравітаційні процеси: збагачення у важких суспензіях, відсадку, концентрацію на столах, гвинтову і протитечійну сепарацію. Гравітаційні процеси використовують для збагачення вугілля в широкому діапазоні крупності: від 0,2 мм (гвинтові сепаратори і шлюзи, концентраційні столи, конусні сепаратори, гідросайзери, важкосередовищні гідроциклони) до 200—300 мм (важкосередовищні сепаратори).
  - Флотація базується на використанні різниці в фізико-хімічних властивостях частинок вугілля і породи (частинки вугілля — гідрофоб-ні, частинки породи — гідрофільні). Флотація використовується для збагачення тонких і дрібнодисперсних класів вугілля крупністю до 0,5 мм;
- допоміжні або заключні процеси, застосовувані для згущення, зневоднення, знешламлювання, знепилювання і регенерації оборотних вод.
  - Зневоднення продуктів мокрого збагачення вугілля здійснюють різними способами залежно від крупності матеріалу. Продукти крупністю більше 13 мм зневоднюються на грохотах, елеваторах з перфорованими ковшами, а також у дренажних бункерах. Для зневоднення дрібних класів, окрім названих способів, застосовують центрифугування, а в зимовий період і термічну сушку. Найбільші труднощі спричиняє зневоднення продуктів флотації і шламів, для чого застосовують згущення, фільтрування і термічну сушку. При згущенні й фільтруванні відбувається також процес регенерації оборотних вод.
  - Знепилення — процес відділення з вугілля частинок пилу розміром менше 0,5 мм. Знепилення здійснюється двома способами: мокрим — на грохотах і в гідроциклонах (знешламлення) і сухим — на грохотах і в повітряних класифікаторах різних конструкцій.

## Коксування і напівкоксування вугілля
Коксування вугілля — метод термічної переробки переважно кам'яного вугілля, що полягає в його нагріванні без доступу повітря до 1000—1100 °С і витримки, при цій температурі, внаслідок чого паливо розкладається з утворенням летких продуктів і твердого залишку коксу.
Напівкоксування — процес термічної переробки (вугілля шляхом нагрівання його в спеціальних печах без доступу повітря до температури 500 — 550°С. Основні продукти напівкоксування: напівкокс (55 — 70 %), первинна смола (10 — 40 %), первинний газ (5 %).

## Піроліз бурого вугілля
Буре вугілля при нагріванні не розм'якшується, при цьому відбувається виділення летких речовин, які частково розкладаються. У залишку утворюється монолітний напівкокс, що зазнав сильної усадки. При напівкоксуванні бурого вугілля розрізнюють три температурні зони:
1. зона попереднього нагрівання до 100 °C;
2. зона сушки 100—125 °C;
3. зона напівкоксування 225—500 °C.

Під час попереднього нагрівання вугілля розширяється, причому дуже швидке нагрівання може привести до розпушення шматків або навіть до руйнування структури напівкоксу. У процесі сушки виділяється вода при одночасній усадці вугілля. Вище за 225 °C відганяються продукти напівкоксування (смола, олива, вода і газ) і відбувається подальша усадка. Вище за 500 °C закінчується утворення напівкоксу.

## Піроліз кам'яного вугілля
Кам'яне вугілля середнього ступеня вуглефікації має зону розм'якшення при 350—450 °C. При нагріванні вугілля виділяють три температурних зони:
1. зона від початку нагрівання до початку розм'якшення вугілля при 350 °C;
2. пластична зона від 350 до 450 °C;
3. зона утворення коксу — вище 450 °C.